# 다 큰 애들 이야기
《다 큰 애들 이야기》는 여행스케치의 4집 정규 음반이다.

## 수록곡
전체 작사·작곡: 조병석
| #            | 제목                                 | 편곡         | 재생 시간 |
| ------------ | ------------------------------------ | ------------ | --------- |
| 1.           | 〈산다는 건 다 그런게 아니겠니〉     | 조동익       | 4:13      |
| 2.           | 〈시종일관〉                         | 조동익       | 3:24      |
| 3.           | 〈이사 가던 날〉                     | 조동익       | 3:57      |
| 4.           | 〈사랑의 얼굴〉                      | 조동익       | 3:57      |
| 5.           | 〈운명〉                             | 조동익       | 5:14      |
| 6.           | 〈오늘이 내 인생에 마지막인 것처럼〉 | 정원영       | 4:49      |
| 7.           | 〈예전의 느낌 그대로〉               | 조동익       | 4:36      |
| 8.           | 〈내가 원하는 건〉                   | 조병석       | 3:39      |
| 9.           | 〈Korean Time〉                      | 정원영       | 4:12      |
| 10.          | 〈서른을 바라보며〉                  | 조동익       | 5:54      |
| 11.          | 〈친구에게〉 (나레이션)              | 조동익       | 1:47      |
| 12.          | 〈우리가 함께 있는 이유〉            | 조동익       | 4:40      |
| 총 재생 시간 | 총 재생 시간                         | 총 재생 시간 | 50:49     |